# 高国珠
高国珠（1941年9月—），男，汉族，辽宁沈阳人，中华人民共和国政治人物，曾任辽宁省人民政府副省长，辽宁省人大常委会副主任。